# Albano Rosell i Llongueras
Albano Rosell i Llongueras (Sabadell, 18 de febrero de 1881 - Montevideo, 1964) fue un pedagogo racionalista, naturista y defensor de la vía independentista como forma de emancipación de la clase trabajadora catalana.
Era hijo de un tejedor que afiliado a la Asociación Internacional de Trabajadores (AIT). En la escuela conoció a los hermanos Facundo y Mateu Morral. En 1889 asistió con su padre a su primera manifestación obrera. Con once años ya trabajaba en el ramo textil. Con catorce se sindicó en su ramo y organizó los peluqueros, oficio que también ejercía.
Hizo de corresponsal en Sabadell del periódico lerrouxista El Progreso, e intervino en varios mítines en defensa de los campesinos andaluces acusados de formar parte de la Mano Negra.
Con 19 años dirigió la publicación El Trabajo de Sabadell. Gran lector, fue forjándose cultural y políticamente de forma autodidacta.
Convencido del valor educativo del ocio entre los obreros, participó activamente en actividades teatrales. Actuó en grupos de aficionados en el Centro Lírico y Dramático y fundó la Agrupación Dramática Ibsen, donde participaron figuras como Mainé, Mateu Morral, Cranes, Duran y Rosendo Vidal. Fue uno de los fundadores del Centro Fraternal de Cultura.
Preocupado por la educación, fue secretario de la Institución Libre de Enseñanza de Sabadell hasta 1903, cuando la dejó a causa de discrepancias con su apoliticismo. Como muchos otros maestros racionalistas que procedían de sectores de trabajadores manuales, llegaron a la docencia movidos por cambiar las condiciones personales y sociales de obreros y campesinos.
En 1904, con veintitrés años, Albano Rosell y su compañera Esperança Figueras se encargan de la escuela racionalista del vecindario de las Mallorquinas, en Montgat. Tuvo dificultades con la inspección para legalizar su escuela. Rafael Rodríguez Méndez, miembro del Partido Republicano Radical y rector de la Universidad de Barcelona, como máxima autoridad educativa, facilitó su aprobación.
El intento de regicidio de 1906 tuvo como reacción la represión y el cierre de numerosas escuelas racionalistas, laicas o protestantes. Fue clausurada la escuela de Les Mallorquines y Rosell y su compañera regresaron a Sabadell. Allí impulsaron la apertura de la Escuela Integral, que apareció como la alternativa, dentro del obrerismo, a la Institución Libro de Enseñanza sabadellense. Pero también fue clausurada en marzo de 1907.
Albano Rosell pasó a ser maestro de la Escuela Progresiva. Al mismo tiempo inició la publicación de la revista Cultura, de corta duración, desde donde continuó defendiendo su propuesta educativa en sintonía con la pedagogía de Paul Robin, combatiendo la Institución Libre de Enseñanza de Sabadell dirigida por F. Palasí. Asimismo vindicaba la necesidad de crear una Biblioteca Popular para obreros, un elemento importante para su desarrollo cultural.
Los hechos de la Semana Trágica de 1909 le obligaron a marchar a América Latina. Llegó a Argentina, donde llegó a trabajar en una escuela racionalista del barrio de Villa Crespo, pero poco después se estableció con su pareja Esperanza y su hijo Avenir Rosell y Figueras en Uruguay. Entre 1909 y 1912 fue redactor de Los Anales de Instrucción Primaria y de la Enciclopedia de Educación. En 1911 fundó, junto con Herminio Calabaza, la Liga Popular para la Educación Racional de la Infancia. Ese mismo año publicó Coeducación. En 1913 organizó la primera escuela racionalista en Uruguay.
En 1915 regresó a Cataluña e hizo de maestro en la escuela racionalista de Lloret de Mar. Luego se marchó a dirigir, entre 1917 y 1918, la Escuela Libre de Alayor (Menorca) que había fundado el también sabadellense Joan Duran i Pineda en 1908. Acto seguido se encargó de la escuela racionalista de pueblo valenciano de Carlet.
Fue en Carlet donde consolidó su perfil más naturista, llegando a sentar las bases de su propuesta “integral” a través de su utópica Una visita a Macrobia (1921), reimpresa en 1928 bajo el título de En el país de Macrobia. Narración naturológica. En 1922 creó la revista El Naturista desde la que contribuyó a la definición y estructuración del movimiento naturista e impulsó la organización un centro naturológico.
En 1923 le ofrecieron hacer de maestros en la Escuela Libre de Terrassa, pero se marchó definitivamente a Montevideo. Allí trabajó en el Congreso de Enseñanza y fue redactor de El Diario y La Mañana. Colaboró en diversas publicaciones como La Calle, La República y El Mundo.
La visita de Macià a Montevideo en 1927 -apenas un año después del fracaso de Prats de Molló- fue determinante para que un pequeño grupo de catalanes fundara en 1928 el Grup Separatista Avant; Daniel Cardona, Adolf Gamundi Roig, Josep Abril Llinés, Joan B. Alemany i Borràs, Manel Massó Llorenç, Joan B. Garcia, Joan Camps, Obradors Garcia, Obradors Soler, Rosell y su hijo Avenir, fueron sus principales activos. Ese mismo año y hasta 1930, formaron el consejo editor de Nova Catalunya. Periódico de acción del separatismo catalán en Sudamérica, su órgano de propaganda.
Tanto en Cataluña como en Uruguay fue un activo escritor de obras de carácter pedagógico. También sobre política, teatro y poesía. Así como sobre la situación de la mujer, los niños y el naturismo, entre otras temáticas. En todas ellas se capta su preocupación social desde posiciones ideológicamente progresistas. Sólo regresó, en 1955, en un viaje turístico de tres meses por Cataluña y Europa. Falleció en Montevideo el 24 de mayo de 1964.
Albano Rosell parte, como una amplia corriente anarquista, de la que la revolución social debía ir precedida de una concienciación y transformación de la persona del obrero y el campesino. Por eso era imprescindible una educación integral y personalmente liberadora. Dar cultura y saberes a los trabajadores era ya un acto revolucionario en sí mismo. La educación es entendida como una de las causas que llevan a la liberación humana.
Rosell ve este camino en la propuesta de la Escuela Moderna de Ferrer y Guardia. Pero pronto se mostrará crítico con el ferrerismo y buscará una pedagogía más fiel al espíritu anarquista.
Alejándose de Ferrer a quien admiraba en muchos aspectos, Albano Rosell propugna el regreso al sentido original de la escuela integral que propugna Paul Robin, basada en la razón, la libertad y rehuyendo toda organización represiva. Criticó el ferrerismo por la falta de criterios claros y, especialmente, en cuanto a la personalidad y los derechos del niño. Pensaba que la preeminencia, en el ferrerismo, del discurso ideológico sobre la experiencia educativa llevaban a una ineficaz educación social y del carácter.
Defiende la coeducación como camino de igualdad por la mujer y de alcanzar una verdadera moral alejada de toda hipocresía.
También busca una renovación metodológica de la educación que transforme la práctica escolar alejada del autoritarismo y fomentadora de la solidaridad y el pacifismo, individualizando el aprendizaje. Sólo este tipo de educación conducirá a hacer a personas: "Conscientes, libres de prejuicios, poseedores de voluntad propia y de carácter firme".
Siendo maestro en Alayor reflexiona, en su opúsculo La guerra y la escuela, sobre el desastre de la Primera Guerra Mundia l. Ve que está en la escuela, y no sólo en el cuartel, donde se genera el instinto bélico. La educación por la paz sólo puede alcanzarse con una educación integral, sin distinción ni de sexo ni de clase social.
Asimismo, realizará una dura crítica a los Exploradores de España, creados en 1912 por el capitán Teodoro Iradier, por su aire paramilitar. Muy evidente desde los primeros años de su implantación en la España oficialista de la época, detrás de una apariencia de compañerismo y de contacto con la naturaleza. Reconociendo los valores educativos físicos, sociales y moral que aporta el escultismo.
Albano Rosell es considerado como uno de los definidores e impulsores del movimiento naturista en España y, posteriormente en América Latina. Su monografía Naturismo en acción, de 1922, expone una concepción integral del naturismo que se presenta como una visión de la persona y de la sociedad basada en las formas de vida naturales. No como la percepción reduccionista de entenderlo como una cuestión higienista y terapéutica. Es, pues, herramienta de regeneración humana y social que traerá a una sociedad más feliz, tolerante y no dogmática.
El naturismo es para Rosell un cambio personal hacia la buena alimentación y una vida sencilla, sobria y sanitosa. Como síntoma de solidaridad y progreso.
También, socialmente, el naturismo debe significar la lucha por la conservación de la naturaleza y la abolición de la propiedad privada de la naturaleza, el suelo y el agua.
De ahí que ya en 1918 en El naturismo integral y el hombre libre alertaba de que muchas de las colonias anarconaturistas autogestionadas, que iban surgiendo, no tenían en cuenta la cuestión social y el objetivo de emancipación humana. Para ser una vía de auténtico regreso a la Naturaleza.
Esta concepción social y emancipadora la encuentran expuesta a través de su novela En el país de Macobia.
Fijada su residencia definitiva en Uruguay, trabaja a favor de ese naturismo transformador de la persona y la sociedad. Por eso, combatió el mercantilismo que se iba apoderando del naturismo.
También difería de algunos naturistas españoles por su carencia de proyecto social y teórico. Una propuesta didáctica en esta línea es su libro de lecturas escolares Albores, con ilustraciones de Josep Renau, publicado en 1932.

## Obras
- El poder de la educación
- Naturismo en acción
- Naturismo y educación de la infancia
- Los Goloso
- Llantos del corso
- Artistas
- Los leñadores
- El derecho a la vida
- La fábrica
- Coeducación
- El cuartel y la escuela
- La guerra y la escuela
- El actual momento histórico y los problemas educativo
- Instrucción y analfabetismo
- Recuerdos de un educador
- Albores
- En el país de Macrobia (c. 1928), 2° edición, Barcelona, Biblioteca Naturista [17]